# The Village (serie de televisión)
The Village es una serie de televisión de la BBC escrita por Peter Moffat. El drama se desarrolla en un pueblo de Derbyshire en el siglo XX. La primera temporada de lo que Moffat esperaba que se convirtiera en un drama televisivo de 42 horas se transmitió en la primavera de 2013 y abarcó los años 1914 a 1920. Una segunda temporada se emitió en otoño de 2014 y continuó la historia hasta la década de 1920.

## Sinopsis
The Village cuenta la historia de la vida en un pueblo de Derbyshire a través de los ojos de un personaje central, Bert Middleton. Bert ha sido retratado como un niño por Bill Jones, cuando era adolescente por Alfie Stewart, como un joven por Tom Varey, y como un anciano por David Ryall. John Simm interpreta al padre de Bert, John Middleton, un agricultor alcohólico de Peak District, y Maxine Peake interpreta a la madre de Bert, Grace.
El escritor Peter Moffat había hablado de querer crear "un Heimat británico", aludiendo a la saga épica alemana de Edgar Reitz Heimat, que siguió a una extensa familia en una región de Renania de 1919 a 2000. A diferencia de Downton Abbey, esta versión es de una familia obrera y una sociedad que "espera que los alumnos miren hacia las paredes cuando pasa el maestro".

## Reparto
| - John Simm como John Middleton. - Maxine Peake como Grace Middleton. - Bill Jones como Bert Middleton (edad 12). - Alfie Stewart como Bert (edad 18). - Tom Varey como Bert (edad 21). - David Ryall como Old Bert. - Nico Mirallegro como Joe Middleton. - Charlie Murphy como Martha Lane. - Juliet Stevenson como Clem Allingham. - Augustus Prew como George Allingham. - Emily Beecham como Caro Allingham. - Rupert Evans como Edmund Allingham. - Kit Jackson como Lord Allingham. | - Matt Stokoe como Gerard Eyre. - Stephen Walters como Crispin Ingham. - Ainsley Howard como Norma Greaves. - Annabelle Apsion como Margaret Boden. - Anthony Flanagan como Arnold Hankin. - Chloe Harris como Agnes. - Scott Handy como Robin Lane. - Joe Duttine como Rutter. - Amelia Young como Polly. - Jim Cartwright como Peter the Landlord. - Joe Armstrong como Stephen Bairstow. - Julian Sands como Lord Kilmartin. - Derek Riddell como Bill Gibby. | - Juliet Aubrey como Joy Dangerfield. - Andrew Gower como Gilbert Hankin. - Phoebe Dynevor como Phoebe Rundle. - Matthew James Lowe como hermano de Phoebe edad 8. - William George Lowe como hermano de Phoebe edad 7. - Lucy Brown como Harriet Kilmartin. - Ben Batt como Alf Rutter. - Daniel Ezra como Ghana Jones. - Chloe Rowley como Mary Middleton. - Luke Williams como Paul Boden. - Alex Robertson como Robert Read. |